# Nørre Alslev
Nørre Alslev – miasto w Danii, w regionie Zelandia, w gminie Guldborgsund.